# Perbál
Perbál là một thị trấn thuộc hạt Pest, Hungary. Thị trấn này có diện tích 25,65 km², dân số năm 2010 là 2229 người, mật độ 87 người/km².